# (39572) 1993 DQ1
(39572) 1993 DQ1 est un astéroïde Amor et aréocroiseur, classé comme potentiellement dangereux. Il fut découvert par Spacewatch à Kitt Peak le 26 février 1993.